# Visq
VISQ (acrônimo de Variáveis que Interagem de Modo Semi-Quantitativo) é um software científico-educacional desenvolvido em 1993 por M. Thielo (na época, cursando a graduação em física), com base nas idéias de Jon Ogborn para a modelagem semi-quantitativa de sistemas dinâmicos. Premiado  pela Universidade Federal do Rio Grande do Sul em 1994, o sistema baseia-se na teoria de redes neurais contínuas, e tem sido desde então utilizado em diversos projetos de pesquisa, principalmente em dissertações de mestrado na área de Educação Ambiental. O software pode ser obtido gratuitamente na rede.